# Batté Araban
Batté Araban (auch: Baté, Bathé, Batté) ist ein Dorf in der Landgemeinde Tarka in Niger.

## Geographie
Das von einem traditionellen Ortsvorsteher (chef traditionnel) geleitete Dorf liegt rund 30 Kilometer nördlich des Hauptorts Belbédji der Landgemeinde Tarka und des Departements Belbédji, das zur Region Zinder gehört. Eine Nachbarsiedlung von Batté Araban im Westen ist Batté Centre.
Batté Araban ist Teil der Übergangszone zwischen Sahara und Sahel. Die durchschnittliche jährliche Niederschlagsmenge beträgt hier zwischen 200 und 300 mm.

## Geschichte
Bei einem nach der Ernährungskrise von 2005 von der dänischen Sektion von CARE International von 2006 bis 2009 durchgeführten Projekt zur Vorbeugung und Bewältigung von Ernährungskrisen wurde in Batté Araban wie in 50 weiteren Orten in Niger ein gemeinschaftliches Frühwarn- und Notfallsystem aufgebaut.

## Bevölkerung
Bei der Volkszählung 2012 hatte Batté Araban 1650 Einwohner, die in 257 Haushalten lebten. Bei der Volkszählung 2001 betrug die Einwohnerzahl 1038 in 150 Haushalten und bei der Volkszählung 1988 belief sich die Einwohnerzahl auf 1367 in 274 Haushalten.
In der Siedlung leben Angehörige der Ethnie der Fulbe. Es wird die Sprache Fulfulde gesprochen. Die Bevölkerungsdichte in diesem Gebiet ist gering und liegt bei unter 10 Einwohnern je Quadratkilometer.

## Wirtschaft und Infrastruktur
Die Bevölkerung bestreitet ihren Lebensunterhalt hauptsächlich durch Viehzucht. In Batté Araban wird ein Wochenmarkt abgehalten. Der Markttag ist Donnerstag.
Mit einem Centre de Santé Intégré (CSI) ist ein Gesundheitszentrum vorhanden. Es gibt eine Schule. Das nigrische Unterrichtsministerium richtete 1996 gemeinsam mit dem Welternährungsprogramm der Vereinten Nationen zahlreiche Schulkantinen in von Ernährungsunsicherheit betroffenen Zonen ein, darunter eine für Nomadenkinder in Batté Araban.
Die 42 Kilometer lange Route 732, eine einfache Piste, führt von Batté Araban nach Belbédji.